# Thambemyia hui
Thambemyia hui är en tvåvingeart som beskrevs av Masunaga, Saigusa och Patrick Grootaert 2005. Thambemyia hui ingår i släktet Thambemyia och familjen styltflugor. Inga underarter finns listade i Catalogue of Life.